# Hawaiian Open 1980
L'Hawaiian Open 1980 è stato un torneo di tennis giocato sul cemento. È stata la 7ª edizione del Hawaiian Open, che fa parte del Volvo Grand Prix 1980. Si è giocato a Maui negli Stati Uniti, dal 29 settembre al 5 ottobre 1980.

## Campioni

### Singolare
Eliot Teltscher ha battuto in finale  Tim Wilkison con il punteggio di 7–6, 6–3

### Doppio
Peter Fleming /  John McEnroe hanno battuto in finale  Victor Amaya /  Hank Pfister con il punteggio di 7–6, 6–7, 6–2